# Distretto di Nankana Sahib
Il distretto di Nankana Sahib (in urdu: ضلع ننکانہ صاحب) è un distretto del Punjab, in Pakistan, che ha come capoluogo Nankana Sahib. Nel 2005 possedeva una popolazione di 1.410.000 abitanti.
Nel 2010 una corte del distretto ha condannato a morte una donna cristiana, Asia Bibi, con l'accusa di aver offeso Maometto. La vicenda ha suscitato ampie proteste internazionali.